# Later als je groot bent
Later als je groot bent is een nummer van Henny Huisman. Het werd in 1986 als single uitgebracht en stond in 1987 als dertiende track op het album 'k zou best beroemd willen zijn.
Het lied dat dateert uit 1986 is oorspronkelijk toegeschreven aan het tv-programma de Mini-playbackshow als eindtune. In 1989 werd deze tune vervangen door Met z'n allen. Huisman schreef Later als je groot bent samen met componist en producer Hans van Eijck. De single stond zeven weken in de Nederlandse Top 40 met als piekpositie de veertiende plaats. In de Nationale Hitparade kwam het tot de zesde plaats. Het was tien weken in deze hitlijst te vinden. Ook in de voorganger van de Vlaamse Ultratop 50 was er succes. Hier bereikte het de 28e plek. Het stond drie weken in deze lijst.